# Los Andes (Chili)
Los Andes is een gemeente in de Chileense provincie Los Andes in de regio Valparaíso. Los Andes telde 66.708 inwoners in 2017 en heeft een oppervlakte van 1248 km².

## Geboren
- Waldo Ponce (1982), Chileens voetballer

- Gemeinsame Normdatei: 7843406-3
- Library of Congress Control Number: n91041216
- Nationale Bibliotheek van Israël: 987007565234805171
- Virtual International Authority File: 159580567
- WorldCat: E39PBJmP7m6JVm6dX4tVp8rpfq